# Sean Baldock
Sean Baldock (Sean Michael Baldock; * 3. Dezember 1976 in Hastings) ist ein ehemaliger britischer Sprinter, der sich auf den 400-Meter-Lauf spezialisiert hatte.
1998 wurde er bei den Halleneuropameisterschaften in Valencia Sechster. Bei den Europameisterschaften in Budapest wurde er im Vorlauf der 4-mal-400-Meter-Staffel eingesetzt und trug so zum Sieg der britischen Mannschaft bei. Beim Weltcup 1998 in Johannesburg rückte er mit der britischen 4-mal-400-Meter-Stafette auf den ersten Platz vor, nachdem das US-Team nachträglich disqualifiziert worden war. Kurz danach kam er bei den Commonwealth Games in Kuala Lumpur erneut zu einem Vorlaufeinsatz in der englischen Stafette, die dann im Finale Silber holte.
Bei den Olympischen Spielen 2000 in Sydney schied er im Vorlauf aus. 2002 erreichte er bei den Commonwealth Games in Manchester im Einzelbewerb das Halbfinale und siegte mit der englischen 4-mal-400-Meter-Stafette. Bei den Europameisterschaften in München schied er über 400 Meter im Vorlauf aus. In der 4-mal-400-Meter-Staffel gehörte er im Vorlauf zum erneuten siegreichen britischen Team.
Bei den Weltmeisterschaften 2003 in Paris/Saint-Denis kam er mit der britischen Stafette auf den vierten und bei den Olympischen Spielen 2004 in Athen auf den fünften Platz.

## Bestzeiten
- 400 m: 45,20 s, 12. August 2000, Birmingham
  - Halle: 46,11 s, 8. Februar 1998, Birmingham